# Bejuma
Bejuma is een gemeente in de Venezolaanse staat Carabobo. De gemeente telt 50.000 inwoners. De hoofdplaats is Bejuma.